# 앤드리아 리브먼
앤드리아 이바 리브먼(영어: Andrea Eva Libman, 1984년 7월 19일 ~ )은 캐나다의 성우, 배우이다. 《마이 리틀 포니: 우정은 마법》의 핑키 파이와 플러터샤이 역을 연기했다.

## 참여 작품

### 실사 영화
- 브로니: 전혀 예상못한 마이 리틀 포니의 성인 팬들
- 브로니
- 작은 아씨들 (1994년 영화)
- 앙드레 (영화)
- 엑스파일
- 6번째 날

### 애니메이션
- 바비의 패션 이야기
- 밥 더 빌더
- 아기 공룡 버디
- 도라도라 영어나라
- 용용나라로 떠나요
- 도날드 덕 가족의 모험
- 쟈니 테스트
- 몬스터 버스터 클럽
- 마이 리틀 포니
- 마이 리틀 포니: 우정은 마법
- 마이 리틀 포니: 이퀘스트리아 걸스
- 마이 리틀 포니: 이퀘스트리아 걸스 - 레인보우 락
- 마이 리틀 포니: 이퀘스트리아 걸스 - 우정 게임
- 마이 리틀 포니: 이퀘스트리아 걸스 - 에버프리의 전설
- 마이 리틀 포니: 더 무비
- 극장판 마이 리틀 포니: 새로운 희망
- 마이 리틀 포니: 최고로 멋진 선물
- 마이 리틀 포니: 레인보우 로드 트립
- 마이 리틀 포니: 포니 라이프
- 어린 왕자 (2010년 애니메이션)
- 팩맨과 유령의 모험
- 랜덤! 카툰스
- 컴퓨터 용사 가디언
- 소닉 언더그라운드
- 레고 닌자고 (애니메이션)

### 일본 애니메이션
- 드래곤볼
- 기동전사 건담 더블 오
- 메종일각

### 비디오 게임
- 드라갈리아 로스트
- 친구모아 아파트

### 기타
- 엑스플레이